# Dmytro Jantschyk
Dmytro Jantschyk (ukrainisch Дмитро Янчик, englisch Dmytro Yanchyk; * 27. Mai 2002) ist ein ukrainischer Leichtathlet, der sich auf den Sprint spezialisiert hat.

## Sportliche Laufbahn
Erste internationale Erfahrungen sammelte Dmytro Jantschyk im Jahr 2021, als er bei den U20-Balkan-Meisterschaften in Istanbul in 21,74 s die Bronzemedaille im 200-Meter-Lauf gewann. 2024 schied er bei den Balkan-Hallenmeisterschaften ebendort mit 8,34 s in der Vorrunde über 60 Meter aus und im Mai verpasste er bei den Freiluft-Balkan-Meisterschaften in Izmir mit 10,56 s den Finaleinzug über 100 Meter und belegte über 200 Meter in 21,57 s den achten Platz. Im Jahr darauf wurde er bei der 1. Liga der Team-Europameisterschaft in Madrid in 21,35 s Achter im B-Lauf über 200 Meter und wurde mit der ukrainischen 4-mal-100-Meter-Staffel disqualifiziert. Anschließend gelangte er bei den Balkan-Meisterschaften in Volos mit 21,54 s Fünfter im B-Lauf über 200 Meter und gewann im Staffelbewerb in 39,63 s die Bronzemedaille hinter den Teams aus Griechenland und der Türkei.
2024 wurde Jantschyk ukrainischer Meister in der 4-mal-100-Meter-Staffel und 2025 wurde er Hallenmeister über 200 Meter. 

## Persönliche Bestzeiten
- 100 Meter: 10,52 s (+1,5 m/s), 6. Juni 2025 in Luzk
  - 60 Meter (Halle): 6,85 s, 2. Februar 2024 in Kiew
- 200 Meter: 21,32 s (+0,9 m/s), 7. Juni 2025 in Luzk